# Julien Robert
Julien Robert (Grenoble, 11 dicembre 1974) è un allenatore di biathlon ed ex biatleta francese, vincitore di medaglie olimpiche e iridate.
È stato marito di Florence Baverel-Robert, a sua volta biatleta di alto livello.

## Biografia

### Carriera sciistica
In Coppa del Mondo ottenne il primo risultato di rilievo il 13 gennaio 1996 ad Anterselva (49º), il primo podio il 28 febbraio 2001 a Salt Lake City Soldier Hollow (3º) e l'unica vittoria il 16 gennaio 2003 a Ruhpolding.
In carriera prese parte a tre edizioni dei Giochi olimpici invernali, Nagano 1998 (67º nella sprint, 40º nell'individuale), Salt Lake City 2002 (35º nella sprint, 39º nell'inseguimento, 54º nell'individuale, 3º nella staffetta) e Torino 2006 (18º nella sprint, 10º nell'inseguimento, 16º nella partenza in linea, 6º nell'individuale, 3º nella staffetta), e a nove dei Campionati mondiali, vincendo due medaglie.

### Carriera da allenatore
Dopo il ritiro è diventato allenatore dei biatleti nei quadri della nazionale francese.

## Palmarès

### Olimpiadi
- 2 medaglie:
  - 2 bronzi (staffetta[3] a Salt Lake City 2002; staffetta[3] a Torino 2006)

### Mondiali
- 2 medaglie:
  - 1 oro (staffetta[3] a Pokljuka 2001)
  - 1 bronzo (staffetta[3] a Oberhof 2004)

### Coppa del Mondo
- Miglior piazzamento in classifica generale: 20º nel 2003
- 10 podi (1 individuale, 9 a squadre[2]), oltre a quelli ottenuti in sede olimpica e iridata e validi anche ai fini della Coppa del Mondo:
  - 1 vittoria (a squadre)
  - 2 secondi posti (a squadre)
  - 7 terzi posti (1 individuale, 6 a squadre)

#### Coppa del Mondo - vittorie
| Data            | Località   | Nazione  | Spec.                                                       |
| --------------- | ---------- | -------- | ----------------------------------------------------------- |
| 16 gennaio 2003 | Ruhpolding | Germania | RL (con Ferréol Cannard, Vincent Defrasne e Raphaël Poirée) |

Legenda:

RL = staffetta